# Konstantin Vaguinov
Konstantin Konstantinovitch Vaguinov (en russe : Константи́н Константи́нович Ва́гинов), né Wagenheim le 21 septembre 1899 (3 octobre dans le calendrier grégorien) à Saint-Pétersbourg et mort le 26 avril 1934 dans la même ville, alors Léningrad, est un poète et romancier russe.

## Biographie
La mère de Vaguinov est la fille d'un riche propriétaire et homme d'affaires sibérien. Son père, colonel de gendarmerie, descend d'une famille allemande immigrée en Russie au XVIIe siècle. Pendant la Première Guerre mondiale, le nom de la famille (Wagenheim, en russe : Вагенгейм) est russisé en Vaguinov. Selon le souhait de son père, Vaguinov étudie le droit. Pendant la Guerre civile russe, il sert dans l'Armée rouge, sur le front polonais et à l'est de l'Oural. Il rentre à Pétrograd et, après sa démobilisation, poursuit des études en art et en lettres. En 1926, il épouse Alexandra Ivanovna Fedorova. Ils appartiennent tous deux à un groupe d'écrivains formé autour de Nikolaï Goumilev, poète, grand voyageur et héros de guerre décoré, qui avait été exécuté en 1921 après avoir été faussement accusé de comploter contre le gouvernement. 
Vaguinov écrit ses premiers poèmes alors qu'il est adolescent, et son premier recueil, Voyage vers le Chaos, est publié en 1921. D'autres recueils suivent en 1926 et 1931. Ses premières œuvres en prose, Le Monastère de Notre Seigneur Apollon (Монастырь Господа нашего Аполлона) et L'Étoile de Bethléem paraissent en 1922. Son premier roman, Le Chant du Bouc (Козлиная песнь), a été écrit entre 1925 et 1927 ; il évoque le philosophe et théoricien de la littérature Mikhaïl Bakhtine. Il achève deux autres romans, Les Travaux et les Jours de Svistonov (1929), et Bambocciada (1931). Alors que sa santé décline, il travaille à un quatrième roman, Harpagoniada, qui restera inachevé. Peu avant sa mort, il travaillait à un roman évoquant la révolution de 1905 ; les ébauches de cet ouvrage furent confisquées par les autorités.
Vers le milieu des années 1920, Vaguinov a principalement écrit de la poésie qui peut être qualifiée de post-symboliste et d'acméiste. Avec ses allusions imbriquées à la fois dans les bouleversements de l'époque et dans des références historiques et mythologiques, elle peut s'avérer parfois quasiment hermétique. Son passage au roman marque un tournant, et Le Chant du Bouc peut être considéré comme une œuvre de transition, parsemée de fragments poétiques et de commentaires sur la genèse et la dégénerescence poétique. L'auteur y examine aussi de façon transparente le rôle de la littérature et de la critique dans la société.
À cette époque, Vaguinov est en contact avec la plupart des grands cercles littéraires de Pétrograd. En 1927, il adhère à un mouvement avant-gardiste de gauche, l'Oberiou, parfois qualifié d'« absurdiste », et connu surtout au travers de l'œuvre de Daniil Kharms. Son œuvre en prose s'oriente alors vers le surréalisme. Il est condamné en 1928 comme poète et romancier décadent.
Il meurt en 1934 de la tuberculose. Sa mort prématurée affecte profondément ses amis poètes dont Mikhaïl Kouzmine. La mère de Vaguinov avait été arrêtée peu avant la mort du jeune poète, et il est apparu qu'il y avait également un ordre d'arrestation à son encontre. Après sa mort, ses œuvres ne seront pas rééditées en URSS jusqu'en 1989, sous la perestroïka.
Vaguinov était un lecteur avide de littérature d'époques variées et en de nombreuses langues. Outre les livres, il collectionnait d'ailleurs les objets les plus divers (monnaies, etc), et plusieurs des personnages de ses romans sont des collectionneurs.
Solomon Volkov écrit de lui : « Il comparait la victoire de la révolution russe, qui avait ruiné sa famille, au triomphe des tribus barbares sur l'Empire romain. Pour Vaguinov, Saint-Pétersbourg avait été une étape magique de cette tragédie culturelle, et il a chanté les louanges de cette ville spectrale dans des poèmes dadaïstes (qui trahissaient aussi l'influence de Mandelstam), dans lesquels les voiles bleu pâle de navire morts apparaissent de façon révélatrice. Mandelstam, en retour, appréciait grandement Vaguinov, l'incluant en tant que poète « non pour aujourd'hui, mais pour l'éternité » dans une liste où il rassemblait Akhmatova, Pasternak, Goumilev et Khodassevitch.

## Œuvres traduites en français

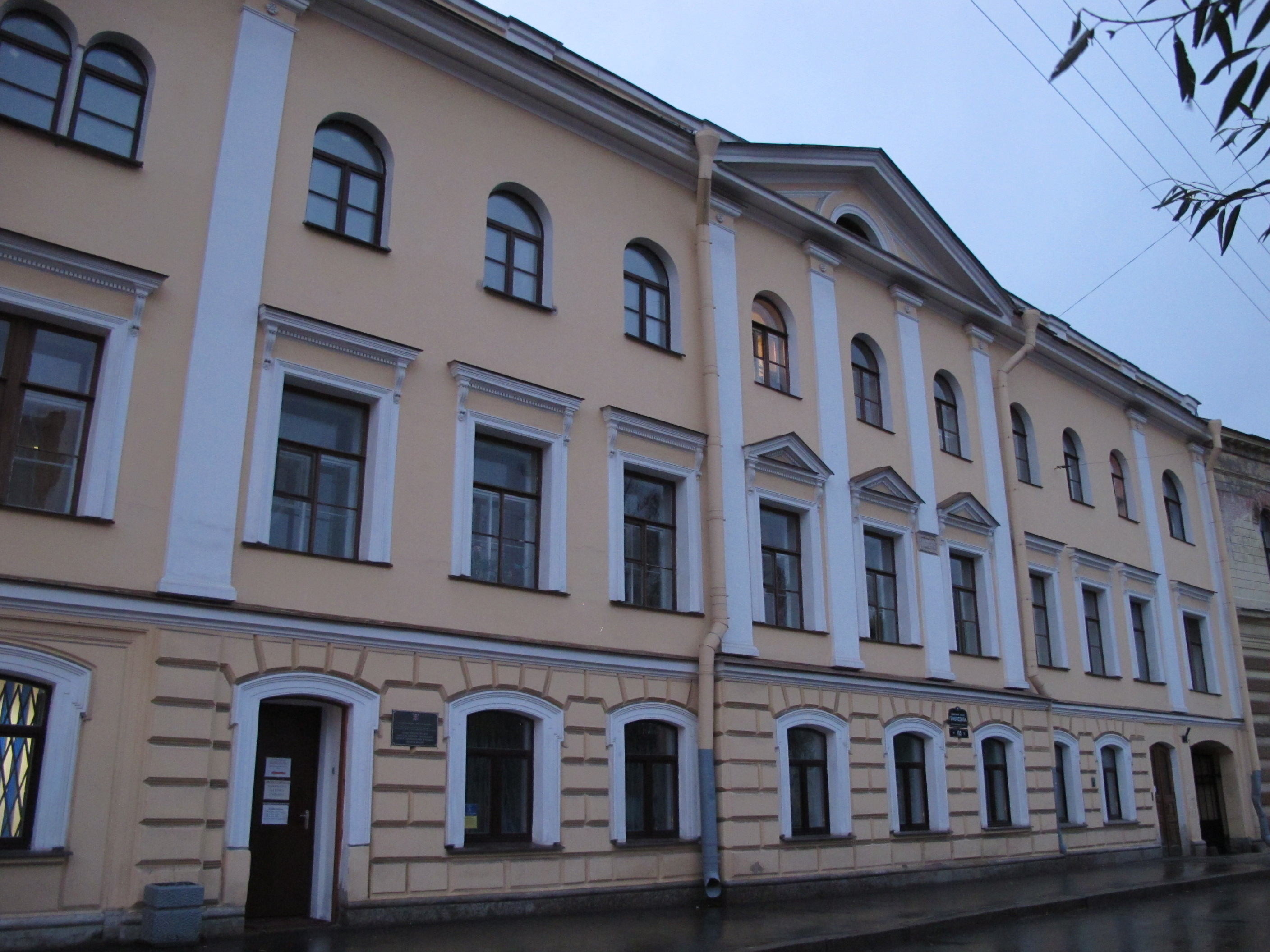
Immeuble où Vaguinov habita de 1920 à 1934 au 105 quai Griboïedov.

- Le Chant du Bouc, Actes Sud, 1993  (ISBN 978-2868694270)
- Les Travaux et les jours de Svistonov, Circé, 1998  (ISBN 978-2908024494)